# 篠原いくよ
篠原 いくよ（しのはら いくよ） は、日本の教育学者。池坊短期大学幼児保育学科教授。大阪教育大学大学院修士課程修了。愛称はいくよ先生と呼ばれている。

## 論文
- 保育力を培う演習について（9）保育における安全・事故防止（池坊短期大学紀要38号）（2017年11月）
- 保育力を培う演習について（7）お茶（関西教育学会年報）第41号（2017年8月）
- 保護者支援力を培う演習について連絡長（日本乳幼児教育学会）（第26回大会研究発表論文集）（2016年11月）
- 保育力を培う演習について（5）運動会（関西教育学会年報）第40号（2016年8月）
- 保育力を培う演習について（4）伝承遊び（大阪成蹊短期大学研究紀要第53号）（2016年3月）
- 保育力を培う演習について（3）模擬保育Ⅱ（関西教育学会年報第38号）（2015年8月）
- 保育力を培う演習について（2）七夕レポート（大阪成蹊短期大学紀要第52号）（2015年3月）
- 特色ある幼稚園教育について授業実践より（関西教育学会年報第38号）（2014年8月）
- 特色ある保育についての考察フレーベルハウス（大阪成蹊短期大学研究紀要第53号）（2014年3月）

## 発表
- 保育力を培う演習について（8）地域の伝統文化を取り入れた保育（関西教育学会第69回大会大阪市立大学）（2017年11月）
- 保育力を培う演習について（6）目指す保育とその具体策（日本保育学会第71回大会川崎医療福祉大学）（2017年5月）
- 保育力を培う演習について伝承遊びの授業実践試案（日本保育学会第68回大会椙山女学園大学）（2015年5月）
- 保育力を培う演習について行事レポート（日本保育学会第67回大会大阪総合保育大学）（2014年5月）
- 保育力を培う演習について教材作成（日本保育学会第６６回大会中村学園大学）（2013年5月）
- 学生の就職意識変容についての考察（日本牧師教育学会第２３回大会）（2013年9月）

## 社会活動等
- 大阪成蹊短期大学付属こみち幼稚園学校関係者評価評価委員(2014年～2015年度）
- 大阪府私立幼稚園連盟東淀川支部教員研修会講師（2013年12月）
- 大阪市教育委員会初任者研修指導員（2011～2013年度）
- 大阪市西区要保護児童対策協議会代表委員（2010年度)